# Argia pallens
Argia pallens är en trollsländeart som beskrevs av Philip Powell Calvert 1902. Argia pallens ingår i släktet Argia och familjen dammflicksländor. IUCN kategoriserar arten globalt som livskraftig. Inga underarter finns listade i Catalogue of Life.